# Fédération francophone des sourds de Belgique
La Fédération francophone des sourds de Belgique (FFSB) est une organisation non-gouvernementale belge qui agit avec les associations nationales de sourds, en soutenant les personnes sourdes qui utilisent la langue des signes de Belgique francophone ainsi que de leurs familles et amis. FFSB vise à promouvoir les droits des sourds belges, en étroite collaboration avec l'État belge, également membre de la Fédération mondiale des sourds (FMS) et de l'Union européenne des sourds (EUD).

## Histoire
La Fédération nationale est créé en 1936 pour la Belgique. Puis en 1977, la Fédération francophone des sourds de Belgique est créée, à la suite de la scission linguistique de la Fédération nationale. 
Créée en 1977, à la suite de la scission linguistique de la Fédération nationale de 1936, la Fédération Francophone des Sourds de Belgique regroupe de nombreuses associations de et pour sourds situées en Wallonie et à Bruxelles.Elle est reconnue par le Service public de Wallonie en tant qu'association représentative des personnes handicapées 
La FFSB est membre et représente la communauté des sourds francophones auprès de l'Union européenne des sourds, la Fédération Mondiale des Sourds et du Belgian Disability Forum. De par ses actions de sensibilisation auprès des pouvoirs politiques et du public, elle concourt à valoriser la personne sourde et à défendre ses droits à l'information et à l'intégration socio-professionnelle.
Reconnue par la Fédération Wallonie-Bruxelles en tant qu'association d'éducation permanente elle vise à faire des personnes sourdes des citoyens responsables et actifs dans la société.

### Présidents
- Alexandre Bloxs